# 波罗的海站 (莫斯科中央环线)
波羅的海站（羅馬化：Baltiyskaya）是莫斯科地鐵莫斯科中央環線的一個車站。乘客可以出站轉乘莫斯科河畔線沃伊科夫站。

## 名稱
站名原計劃為格萊波沃站，以當地一個公園命名，但改名為沃伊科夫站引發了大量的爭議和反對，尤其是俄羅斯正教會。沃伊科夫站以蘇聯革命家彼得·沃伊科夫命名，在1917年參與了謀殺沙皇家放。
名稱爭議甚至引發將沃伊科夫站改名的要求，但公眾調查顯示並不成功。儘管如此，命名為沃伊科夫站的爭議繼續存在。莫斯科時任市長謝爾蓋·蘇比雅寧在2016年指出對站名持開放態度，該問題將以另一個市民調查方式處理。
2016年7月市政府進行的調查顯示沃伊科夫站的命名在173,000個回應當中只有19%支持。這導致此站成為此線9月啟用前15個改名的車站之一，最後更名為波羅的海站。

## 外部連結
- Балтийская mkzd.ru